# Куяви (Опольське воєводство)
Куяви (пол. Kujawy) — село в Польщі, у гміні Стшелечки Крапковицького повіту Опольського воєводства.
Населення — 671 особа (2011).

## Демографія
Демографічна структура станом на 31 березня 2011 року:
|          | Загалом | Допрацездатний вік | Працездатний вік | Постпрацездатний вік |
| -------- | ------- | ------------------ | ---------------- | -------------------- |
| Чоловіки | 325     | 49                 | 234              | 42                   |
| Жінки    | 346     | 64                 | 210              | 72                   |
| Разом    | 671     | 113                | 444              | 114                  |